# Janice (modeontwerper)
Jan Bosmans ('s-Hertogenbosch, 25 april 1985) is een Nederlandse couturier bekend onder de naam Janice.

## Opleiding en werk
Bosmans behaalde zijn diploma damescoupeur allround aan de Rotterdamse Snijschool. Zijn proeve van bekwaamheid behaalde hij als grootmeester naaizaal. Hij liep tevens drie jaar stage bij confectieatelier Fion. Hierna ging hij werken als coupeur en ontwerper. Hij ontwerpt feestelijke dameskleding, met gebruikmaking van tegengestelde stoffen en de toepassing van volume in het silhouet. Zijn modeshows, zoals Colorblind in 2009, waar onder andere de zangeressen Hind en EliZe als model meeliepen, worden besproken door modebladen zoals Cosmopolitan.

## Nevenactiviteiten
Bosmans werd landelijk bekend door zijn deelname aan het televisieprogramma Project Catwalk en zijn moderubriek in het programma Kijk dit nou! op TMF. Eerder werkte hij al voor de kleding van Echte Gooische meisjes. Vanaf 2012 trad hij wekelijks op als lifestyledeskundige in het programma Shownieuws van SBS6, waar hij verslag deed van mode-evenementen en in de studio het uiterlijk van internationale bekendheden beoordeelde op hun kledingkeuze.
In 2014 was Bosmans een van de 24 kandidaten die meededen aan het derde seizoen van de Nederlandse uitvoering van het tv-spelprogramma Fort Boyard. In februari 2017 won hij een aflevering van Weet Ik Veel. Sinds 2017 werkt Bosmans voor Linda.tv.
Voor de film The Angry Birds Movie 2 (2019) heeft hij de stem van Alex ingesproken.
In 2020 deed Bosmans samen met Daniël Boissevain mee aan het televisieprogramma De gevaarlijkste wegen van de wereld.

## Privé
Bosmans is getrouwd met zijn vriend.